# شکم‌پایان آریون
شکم‌پایان آریون(نام علمی: Arion) نام یک سرده از تیره شکم‌پایان آریونیدائه است.